# Gildeón Silva
Gildeón Silva – piłkarz urugwajski, pomocnik.
W reprezentacji Urugwaju Silva zadebiutował 25 listopada 1923 roku w towarzyskim meczu z Chile, wygranym 2:1. Reprezentował wtedy barwy klubu CA Peñarol.
Nadal jako piłkarz Peñarolu wziął udział w turnieju Copa América 1929, gdzie Urugwaj zajął dopiero trzecie miejsce. Silva zagrał we wszystkich trzech meczach - w fatalnej porażce 0:3 z Paragwajem oraz z Peru i Argentyną.
Od 25 listopada 1923 roku do 17 listopada 1929 roku Silva rozegrał w reprezentacji Urugwaju 8 meczów, w których nie zdobył żadnej bramki.